# Worship Him
Worship Him (engl. ‹Verehre ihn› bzw. ‹Bete ihn an›) ist das erste Album der Schweizer Band Samael und des französischen Labels Osmose Productions.

## Entstehung
Die Band ging im März 1990 ins Taurus Studio in Genf, um dort Worship Him einzuspielen Obwohl laut der Zeitlinie auf der offiziellen Bandseite der erste Probe mit Masmiseim am E-Bass im April stattfand, wird er im Eintrag zum Album als Bassist zum Zeitpunkt der Aufnahme angegeben. Für die Aufnahme und den Mix sowie als Toningenieur war Claude Lander zuständig, Produktion und Arrangement übernahm die Band. Veröffentlicht wurde das Album im April 1991 von Osmose Productions.

## Titelliste
1. Sleep of Death – 3:45 (Vorphalack)
2. Worship Him – 6:30 (Xytraguptor)
3. Knowledge of the Ancient Kingdom – 5:06 (Vorphalack)
4. Morbid Metal – 4:56 (Vorphalack)
5. Rite of Cthulhu – 2:02 (Vorphalack)
6. The Black Face – 3:31 (Vorphalack)
7. Into the Pentagram – 6:47 (Vorphalack)
8. Messenger of the Light – 2:42 (Vorphalack)
9. Last Benediction – 1:23 (Xytraguptor)
10. The Dark – 4:29 (Vorphalack)

## Gestaltung
Das Schallplattencover stellt Satan als gehörnten, feuerspeienden Drachen dar, der eine Kette mit einem Drudenfuß um den Hals trägt. Der kahle Boden unter ihm ist mit menschlichen Schädeln übersät. Im Inlay ist ein nackter Mann zu sehen, der vor dem Altar Satans kniet; bei diesem handelt es sich um Vorphalack, den Sänger und Gitarristen der Band. Die Widmung auf der Rückseite der LP bezieht sich auf den Vater der Brüder Vorphalack und Xytraguptor, der 1987 verstorben war.

## Texte
Die Texte sind von Satanismus und Okkultismus geprägt:

„Ich war damals eigentlich vor allem am Okkultismus interessiert. Alles, was nicht in der Schule oder in den arrivierten Wissenschaften gelehrt wurde, hat mich interessiert, also nicht die Bücher, die die gewöhnlichen Leute lasen, haben mich gefesselt. Ich war auf der Suche nach dem ‹ganz Anderen›. Ich will nicht sagen, dass ich da irgendetwas gefunden habe, aber ich bin auf Dinge, auf Sichtweisen gestoßen, von denen ich Elemente für mich nutzen konnte. Ich habe sie eigentlich nur kompiliert und zusammengesetzt.“

Sleep of Death ist aus der Perspektive des Todes geschrieben, der den Menschen daran erinnert, dass er vergänglich und zum Sterben verurteilt ist.
Worship Him handelt von Satan, der unter anderem als Flamme des Verstands, Feuer der Rache und Grund der Existenz des «Wir» des Gedichts gepriesen wird.
In Knowledge of the Ancient Kingdom wird besungen, dass das goldene Zeitalter der Hexerei vorbei sei und dunkle Wolken der Totenbeschwörer über dem alten Reich hängen; nur ein verfluchtes Buch ermöglicht, die verlorenen Kräfte erneut zu erlangen und sich mit der Kraft des Todes zu vereinigen. Dreimal taucht die Beschwörung des Belf, Sohn des Belf, aus der ägyptischen Mythologie auf, der dem Sprecher die Macht verleihen soll, auf Distanz zu töten.
Morbid Metal besingt morbiden Metal, der aus dem Verborgenen und Dunklen stammt, wie den Tiefen des Gehirns des Sprechers, Massenexekutionen, bösen Schwüren und Ritualen.
Das Instrumentalstück Rite of Cthulhu erinnert durch seinen Titel an den Cthulhu-Mythos des US-amerikanischen Schriftstellers H. P. Lovecraft.
The Black Face handelt vom Jüngsten Gericht, an dem die Sonne ihre Helligkeit verliert, die Flüsse und Ströme die Städte überfluten und das Leben selbst die schlimmste Strafe ist. An diesem soll Satan seine verborgene Seite offenbaren und die Seinen retten, während die Verehrer Gottes Gefangene ihrer Körper bleiben und auf der Erde verrotten.
Into the Pentagram handelt von einem Pentagramm, das dem Sprecher als Refugium dient, in dem er seine Feinde dominiert und die Seinen führt.
Messenger of the Light ist aus der Perspektive des Lichtbringers (Luzifer) geschrieben, der als Gegenspieler Metatrons charakterisiert wird und der als der neue Gott angesehen werden soll.
Die letzten beiden Stücke Last Benediction und The Dark sind instrumental gehalten.

## Musikstil
Der Gesang besteht aus dem für Black Metal typischen Kreischgesang. Die Riffs sind gut aufeinander abgestimmt, aber nicht repetitiv, und die Musik meist langsam mit nur wenigen schnellen Passagen. Zum damaligen Zeitpunkt hörte Vorphalack, der den größten Teil der Musik und Texte schrieb, «sehr viel Celtic Frost und Bathory, ganz besonders aber Venom»; dementsprechend weist das Album Einflüsse des Punk, Hard Rock und Heavy Metal auf. Frank Albrecht vom Rock Hard verglich das Album stilistisch mit Asphyx und Bathory und die düstere Stimmung mit der alter Aufnahmen der Celtic-Frost-Vorgängerband Hellhammer. Retrospektiv bezeichnete Vorphalack das Album als «eine sehr primitive Platte», die «ungefähr den Zenit unseres damaligen musikalischen Könnens» widerspiegele.

„Es ist definit[i]v nicht die Art von Musik, die ich heute bevorzuge. Es ist nicht genug. Trotzdem stehe ich dazu. Als Teenager bist du ständig auf der Suche nach dir selbst. Du willst deine eigenen Erfahrungen machen und so ein Album ist ‹Worship Him›. Ich würde es nicht verleugnen, aber es passt heute nicht mehr zu meiner Sicht der Dinge und zu Samael.“

## Rezeption
Das Album wird als Klassiker des Black Metal angesehen. Burghardt vom METALGLORY Magazine bezeichnete es als «ein düsteres, bösartiges Black Metal-Album, morbide und nihilistisch».
Øystein «Euronymous» Aarseth von Mayhem war von ihrem Album begeistert und äußerte in Bård G. Eithuns Orcustus-Fanzine aus, er wünschte, er hätte mit ihnen über einen Vertrag mit seinem Label Deathlike Silence Productions gesprochen:

“I’ve never been talking with Samael about any deal, but I wish I had as their album is FUCKING GREAT.”

„Ich habe nie mit Samael über irgendeinen Vertrag gesprochen, aber ich wünschte, ich hätte, da ihr Album VERDAMMT GROSSARTIG ist.“